# Pathé Bangoura
Pour les articles homonymes, voir Bangoura.
Pathé Bangoura est un footballeur guinéen évoluant au poste d'attaquant. Il est né le 22 janvier 1984 à Conakry ( Guinée). Il mesure 1,75 m et pèse 81 kg.

## Carrière de footballeur
- 2000-2001 : AS Saint-Étienne B (CFA)  France
- 2001-2002 : AS Saint-Étienne (D2)  France, 8 matchs, 2 buts
- 2002-2003 : AS Saint-Étienne (D2)  France, 1 match
- 2003-2004 : AS Saint-Étienne (L2)  France, 2 matchs
- 2004-2005 : ASOA Valence (Nat)  France, 11 matchs, 2 buts
- 2005-2006 : FK Gənclərbirliyi Sumqayıt  Azerbaïdjan
- 2006-2007 : FK Bakou (Champion en titre)
- 2006-2007 : FK Olimpik Bakou  Azerbaïdjan, Il est arrivé début 2007 dans l'autre club de la capitale azeri.
- 2007-2008 : FK Olimpik Bakou  Azerbaïdjan,
- Hapoël Beer-Sheva : Israël

## Palmarès de footballeur
- Aucun match en L1
- Champion de France de L2 (2004) avec l'ASSE.